# Xiphidiopsis straminula
Xiphidiopsis straminula är en insektsart som först beskrevs av Walker, F. 1871.  Xiphidiopsis straminula ingår i släktet Xiphidiopsis och familjen vårtbitare. Inga underarter finns listade i Catalogue of Life.